# Gluck (krater)
Gluck är en nedslagskrater på planeten Merkurius. Gluck är ungefär 100 kilometer i diameter.
1979 namngavs den efter den tyske kompositören Christoph Willibald Gluck.